# I Am Number Four (film)
I Am Number Four är en amerikansk action/science fiction-film från 2011 i regi av D. J. Caruso.

## Handling
John Smith (Alex Pettyfer) är en utomjording från en främmande planet som heter Lorien. Han sändes till jorden som barn tillsammans med åtta andra för att undkomma en invaderande ras, kallad Mogadorians, som förstörde deras hemplanet. Han skyddas av en väktare vid namn Henri (Timothy Olyphant), och har som utomjording vissa särskilda förmågor, såsom ovanlig styrka, snabbhet och smidighet, telekinesi, motståndskraft mot eld och värme och kraften att generera ljus från sina händer.
De fientliga Mogadorians får så småningom reda på att nio små barn från Lorien undkommit dem och reser till jorden för att hitta och döda dem. Dessa Loriens kan endast dödas i en viss ordning. Tre av dem har redan dödats, och John är nummer fyra. John och Henri flyttar från Florida till staden Paradise i Ohio, där John blir vän med konspirationsteoretikern Sam Goode (Callan McAuliffe), en hund som heter Bernie Kosar, och förälskad i amatörfotografen Sarah Hart (Dianna Agron), vars ex-pojkvän är skolans atletiske idrottsman Mark James (Jake Abel), en översittare som ofta plågar både John och Sam.
Under vårkarnevalen försöker Mark och hans vänner fånga John och Sarah, eftersom de tror att John och Sarah har ett förhållande, och följer dem ut i skogen, där de försöker slå ner John. Men John använder sina krafter för att försvara dem och rädda Sarah. Sam blir vittne till händelserna, och John berättar för honom om sitt sanna ursprung. Kort därefter, förhör Mark far, den lokala sheriffen, Henri om John och attacken på hans son.
Henri berättar för John att alltför många människor är misstänksamma mot dem och att de måste lämna staden. John säger att han inte kan det eftersom han är kär i Sarah.
Mogadorians börjar söka efter John. Ytterligare en utomjording från Lorien, nummer 6 (Teresa Palmer), beslutat att kämpa emot Mogadorians istället för att fly från dem efter att hennes beskyddare mördats. Mogadorians lokalisera så småningom John och manipulera två konspirationsteoretiker till fånga Henri. När John och Sam ger sig av för att rädda honom blir de attackerade av Mogadorians men lyckas att avvärja attacken. Dock är Henri dödligt sårad och dör efter att John och Sam har flytt med några av Loriens artefakter, bland annat en blå sten som fungerar som en spårningsenhet för att lokalisera andra Loriens. Sams far, en konspirationsteoretiker som försvann under ett sökande efter utomjordingar i Mexiko, har en annan. Medan Sam söker efter den, försöker John att säga adjö till Sarah på en fest, bara för att upptäcka att Mogadorians försöker sätta dit honom och Henri för morden på konspirationsteoretikerna samt för att vara terrorister. Mark ser John och ringer sin far, som konfronterar John och Sarah. John räddar Sarah från ett fall, vilket avslöjar hans krafter, och de måste fly och gömmer sig i skolan.
Samtidigt anländer Mogadorians befälhavare till staden och blockerar utgångarna med lastbilar. Han konfronterar Mark och hans far, och efter att ha skadat den senare, tvingar han den förra för att visa honom var John gömmer sig och Mark tar med befälhavaren till skolan, som han vet är Sarahs gömställe.
John, Sarah och Sam attackeras av befälhavaren och hans soldater, som har tagit med sig två monster för att jaga trion. De räddas av nummer 6 och Johns hund, Bernie Kosar, som avslöjar sin sanna form som en chimera, som kan anta olika skepnader, och som sändes till jorden av Johns föräldrar för att skydda honom. John och nummer 6, som kan teleportera och blockerar energibaserade attacker, slåss mot Mogadorians. De besegra till slut dem alla, inklusive befälhavare, vars energigranater när de blir överhettade av Johns krafter exploderar och förstör befälhavarens kropp.
Dagen därpå förenar John, nummer 6, Sam och Bernie Kosar sina blå stenar och upptäcker var de andra fyra överlevande Loriens finns. John bestämmer sig för att låta Sam komma med dem med hopp om att hitta Sams pappa. De ger sig av för att hitta de andra och samla ihop dem för att skydda jorden från Mogadorians och lämnar Sarah och en ångerfull Mark. John, nummer 6 och Sam lämnar staden för att leta efter de andra Loriens.
Filmen slutar med att John berättar att Paradise är den första staden han lämnade utan Henri, men det är också den första där han har en anledning att komma tillbaka till.

## Rollista
- Alex Pettyfer - John Smith/Number 4/Daniel Jones
- Timothy Olyphant - Henri
- Teresa Palmer - Number Six
- Dianna Agron - Sarah Hart
- Callan McAuliffe - Sam Goode
- Kevin Durand - Mogadorian Commander
- Jake Abel - Mark James
- Jeff Hochendoner - Sheriff James
- Judith Hoag - Sarah's Mom
- Brian Howe - Frank
- Charles Carroll - Sams styvfar
- Ken Beck - Jackson
- Tucker Albrizzi - Tuck
- Emily Wickersham - Nicole
- Patrick Sebes - Kevin
- Andy Owen - Bret
- Beau Mirchoff - Drew

## Uppföljare
Filmen drog bara in 150 miljoner USD i biljettintäkter, och manusförfattaren Marti Noxon berättade 2011 för collider.com att planerna för en uppföljare för tillfället "lagts på hyllan".